# Apriona grisescens
Apriona grisescens är en skalbaggsart som beskrevs av Stefan von Breuning 1947. Apriona grisescens ingår i släktet Apriona och familjen långhorningar.
Artens utbredningsområde är Sulawesi. Inga underarter finns listade i Catalogue of Life.